# Mouhssine Lahsaini
Mouhssine Lahsaini, né le 23 août 1985, est un coureur cycliste marocain. Il a remporté le Tour du Mali en 2010 et ainsi que le Tour du Maroc en 2011.

## Biographie
En 2006, Mouhssine Lahsaïn remporte une étape sur le Tour du Faso et le Tour du Maroc. L'année suivante, il termine à la troisième place du championnat du Maroc sur route. Lors du Tour du Faso, il remporte à nouveau une étape et termine troisième au classement général. Un peu plus tard, il remporte la médaille d'or dans la course en ligne aux Jeux panarabes en Égypte. Il devient champion d'Afrique du contre-la-montre en 2016.

## Palmarès
- 2006
  - 11e étape du Tour du Faso
  - 10e étape du Tour du Maroc
- 2007
  -  Médaillé d'or de la course en ligne des Jeux panarabes
  - 1re étape du Tour du Faso
  - 3e du championnat du Maroc sur route
  - 3e du Tour du Faso
- 2009
  - 2e étape du Tour du Faso
  - 5e et 8e étapes du Tour du Rwanda
  - 2e du Tour du Faso
  - 3e du championnat du Maroc sur route
  - 8e du championnat d'Afrique du contre-la-montre
- 2010
  -  Champion du Maroc du contre-la-montre
  - H. H. Vice President Cup
  - Classement général du Tour du Mali
  - Challenges de la Marche verte - GP Sakia El Hamra
  - 3e de l'UCI Africa Tour
  - 9e du championnat d'Afrique du contre-la-montre
- 2011
  -  Médaille d'or du contre-la-montre par équipes aux Jeux panarabes (avec Abdelati Saadoune, Smaïl Laâyoune et Adil Reda)
  -  Champion du Maroc du contre-la-montre
  - Tour du Maroc :
    - Classement général
    - 8e étape

  -  Médaillé de bronze du championnat d'Afrique du contre-la-montre par équipes
  - 5e du championnat d'Afrique du contre-la-montre
  - 8e du championnat d'Afrique sur route
- 2012
  -  Champion du Maroc du contre-la-montre
  - Les Challenges Phosphatiers - Challenge Youssoufia
  - 3e du Challenges de la Marche verte - Grand Prix Sakia El Hamra
- 2013
  - 3e du Challenge du Prince - Trophée princier
- 2014
  - Challenges de la Marche verte - GP Oued Eddahab
  - Critérium international de Sétif
  - Challenge du Prince - Trophée de l'anniversaire
  - 2e du Tour du Maroc
  - 2e du championnat du Maroc du contre-la-montre
  - 2e de l'UCI Africa Tour
- 2015
  - Tour de Côte d'Ivoire :
    - Classement général
    - 2e étape (contre-la-montre)

  - Classement général du Grand Prix Chantal Biya
  - Classement général du Tour du Faso
  - Challenge des phosphates - Grand Prix de Khouribga
  - 2e du championnat du Maroc du contre-la-montre
  - 3e du championnat du Maroc sur route
  - 8e du championnat d'Afrique du contre-la-montre
- 2016
  -  Champion d'Afrique du contre-la-montre
  - Challenge du Prince - Trophée de la maison royale
  -  Médaillé de bronze du championnat d'Afrique du contre-la-montre par équipes
- 2017
  -  Champion du Maroc du contre-la-montre

## Classements mondiaux
| Année           | 2007 | 2008 | 2009 | 2010 | 2011 | 2012 | 2013 | 2014 | 2015 | 2016 |
| --------------- | ---- | ---- | ---- | ---- | ---- | ---- | ---- | ---- | ---- | ---- |
| UCI Africa Tour | 34e  | 25e  | 60e  | 3e   | 5e   | 7e   | 89e  | 2e   | 2e   | 5e   |
| UCI Asia Tour   |      | 295e |      | 57e  |      |      |      |      |      |      |